# Tugan Gannet
Il Tugan LJW7 Gannet, successivamente citato anche Wackett Gannet dal nome del suo progettista, era un bimotore di linea ad ala alta prodotto dall'azienda australiana Tugan Aircraft negli anni trenta.
Il modello detiene il primato di essere il primo velivolo progettato e costruito in Australia ad entrare in produzione, seppur piccola, in serie e ad essere adottato dalla Royal Australian Air Force.

## Storia

### Impiego operativo

#### Civile
Il Gannet operò con la compagnia aerea australiana Butler Air Transport, utilizzato sulla rotta che collegava Sydney a Broken Hill e risulta aver volato anche per conto della Ansett Airways nel 1943.

#### Militare
I Gannet in carico alla Royal Australian Air Force vennero utilizzati in missioni di sorveglianza aerea tra il 1935 ed il 1942 fino alla loro conversione in aeroambulanza, assegnati alla neo costituita No. 2 Air Ambulance Unit RAAF. L'ultimo dei Gannet RAAF venne demolito nel 1946.

## Utilizzatori

### Civili
Australia
- Ansett Airways
- Butler Air Transport

### Militari
Australia
- Royal Australian Air Force